# Mitchell (Iowa)
Mitchell es una ciudad ubicada en el condado de Mitchell en el estado estadounidense de Iowa. En el Censo de 2010 tenía una población de 138 habitantes y una densidad poblacional de 97,95 personas por km².

## Geografía
Mitchell se encuentra ubicada en las coordenadas 43°19′14″N 92°52′15″O / 43.32056, -92.87083. Según la Oficina del Censo de los Estados Unidos, Mitchell tiene una superficie total de 1.41 km², de la cual 1.41 km² corresponden a tierra firme y (0%) 0 km² es agua.

## Demografía
Según el censo de 2010, había 138 personas residiendo en Mitchell. La densidad de población era de 97,95 hab./km². De los 138 habitantes, Mitchell estaba compuesto por el 100% blancos, el 0% eran afroamericanos, el 0% eran amerindios, el 0% eran asiáticos, el 0% eran isleños del Pacífico, el 0% eran de otras razas y el 0% pertenecían a dos o más razas. Del total de la población el 0% eran hispanos o latinos de cualquier raza.